# ビル・ボナンノ
サルヴァトーレ・"ビル"・ボナンノ（Salvatore "Bill" Bonanno,1932年 - 2008年1月1日）はマフィアのボスのジョゼフ・ボナンノの息子で3人兄弟の長男。妻のロザリーはジョゼフ・プロファチの弟のサル・プロファチの娘。

## 概要
10代の頃はメキシコへ銃を売りさばいている不良グループと付き合っていた。若い頃は弁護士か外交官になろうと考えていた。朝鮮戦争が始まると強制的に予備役将校訓練部隊に入隊する。軍隊が気に入り職業軍人になろうか真剣に考えた。
1954年の春に宣誓式（オース・オブ・オフィス）を行いマフィアのメンバー（正式にファミリーの一員）になった。
1955年にロザリーにプロポーズをし1956年に結婚した。シェラトン・アスターで行われた披露宴にはトニー・ベネット、フォーラッズ・シック・カンブリア・オーケストラや全米24のファミリーすべてが出席、上院議員、下院議員、判事もいて3000人を越える招待客が来た。そのあとで結婚式がブルックリンの聖ベルネデッテ教会で行われた。翌日ハネムーンでシチリアへ行く。パレルモのターミナルには200～300人の人々が2人を歓迎した。宿に泊まっているときにジョゼッペ・マガディーノ（ピーター・マガディーノの父親）と名乗る老人からボナンノ家とブチェッラート一族の争いの話を聞いた。
ヘルガというドイツ国籍を持つ女性と不倫関係になり、ビルとの間に子供もできてしまいロザリーとの仲がギクシャクしたときに、ジョゼフ・マグリオッコにたのみ和解した。その後、ヘルガとは関係を絶った。マグリオッコがプロファチ一家（現在のコロンボ一家）のボスの座のことで、もめていた時に自ら支援に行った。
マフィアと政府の架橋役の弁護士ロイ・コーンにジョン・エドガー・フーヴァーが女装している写真を見せてもらうまでは彼が地位を脅かされているのは賭博中毒者でマフィアと知り合ったことになったからだと信じていた。
ハイチ政府の代理人を自称する人物と会いかつて各ファミリーが営んでいたカジノや他のビジネスが放置されているのでボナンノ一家にそれを再開してほしいと頼まれる。そのためハイチへ赴いた。そこでフランソア・デュバリエ（ハイチの独裁者）と会う。そこでボナンノ一家が唯一のカジノ運営者だと保証すると言われる。
1966年1月下旬にフランクとカール・シマリとジョー・ナタロでガスパー・ディグレゴリオと会合をしにブルックリンのリッジウッド地区のトラウトマン・ストリートに出かけたが、ディグレゴリオが急に体調が悪くなったと電話が入り中止になった。その帰りに殺し屋たちに襲われ撃ち合いになったが無事ですんだ。このトラストマン・ストリート事件のことで捜査の協力を拒否したことで法廷侮辱罪に問われることになったが、保釈金を払い自由になる。
1968年に父親のジェゼフ・ボナンノと一緒に引退した。
1969年37歳のビルは5年の実刑を言い渡された。罪状は郵便詐欺、偽証謀議、その後20年のうち11年を刑務所で過ごし、あとの9年も保護観察か仮釈放の状態にいた。刑務所の中でジョン・ロッセーリと会いダラスでのケネディ大統領暗殺事件のことなどの話をした。
後半生はアリゾナ州ツーソンで暮らし、2008年1月1日に75歳で死去した。

## 関連書籍
- 『ゴッドファーザー伝説―ジョゼフ・ボナーノ一代記』、ビル・ボナンノ著、戸田裕之翻訳、集英社、ISBN 4087733629